# Boueilh-Boueilho-Lasque
Boueilh-Boueilho-Lasque – miejscowość i gmina we Francji, w regionie Nowa Akwitania, w departamencie Pireneje Atlantyckie.
Według danych na rok 1990 gminę zamieszkiwały 323 osoby, a gęstość zaludnienia wynosiła 19 osób/km² (wśród 2290 gmin Akwitanii Boueilh-Boueilho-Lasque plasuje się na 858. miejscu pod względem liczby ludności, natomiast pod względem powierzchni na miejscu 655.).